# Публий Ситий
Публий Ситий (Publius Sittius; † пролетта 44 пр.н.е. в Северна Африка) е римски конник и полически авантюрист през късната Римска Република.
Фамилията му е от Нуцерия в Кампания. Баща му със същото име е вярен на римляните през гражданската война.
Публий Ситий е привържъник на Луций Сергий Катилина, за когото по време на „Първия каталински заговор“ събира наемна войска в Испания, с която през 64 пр.н.е. чака готов в Северна Африка и се чувства като вожд.  Той е приятел също и с Цицерон.
Когато римската гражданска война през 46 пр.н.е. засяга и Северна Африка, Ситий e с приятеля си цар Бокх II от Мавретания на страната на Гай Юлий Цезар.
Той напада царството на цар Юба I на Нумидия, съюзник на Помпей. 
След битката при Тапс той побеждава Сабура, генерал на Юба, и залавя вождове, между които са Фауст Корнелий Сула и Луций Афраний. Той има и своя флота, с която при Hippo Regius побеждава командира на помпеяните Квинт Цецилий Метел Пий Сципион, който се самоубива.
Цезар му дава да владее територията около град Цирта (днес Константин), където се основава римска колония Colonia Cirta Sittianorum. Ситий заселва там своите войници, които се наричат на него Ситиани.
През пролетта 44 пр.н.е. Ситий е убит от нумидиеца Арабион, син на последния цар на Нумидия Масиниса II, чиято фамилия преди владяла Цитра.